# Yebra
Yebra község Spanyolországban, Guadalajara tartományban. Yebra Almoguera és Albalate de Zorita községekkel határos. Lakosainak száma 498 fő (2024).

## Népesség
A település népessége az utóbbi években az alábbiak szerint változott:
| Lakosok száma | 519  | 508  | 515  | 567  | 670  | 546  | 492  | 444  | 465  | 498  |
|               | 2001 | 2004 | 2006 | 2009 | 2011 | 2014 | 2016 | 2019 | 2021 | 2024 |